# Krvna groznica
Krvna groznica (eng. Blood Fever) šesnaesta je epizoda treće sezone američke znanstveno-fantastične serije Zvjezdane staze: Voyager.

## Radnja
Pripremajući se za misiju na planet koji je bogat galicitom, poručnicu Torres straga prima Vulkanski zastavnik Vorik, te ju upita želi li biti njegova partnerica. Ona to odbija, no on ju primi za lice i ona mu u obrani slomi čeljust. Doktor objašnjava da Vorik prolazi kroz vulkanski ritual parenja poznat kao pon farr i ako se ne bude pario može i umrijeti. Vorik se pokušava oduprijeti nagonima pomoću dubokih meditacija.
Tim počinje potragu za galicitom, no Torres je ćudljivo agresivna i u jednom trenutku ugrize Parisa. Tuvok utvrdi da je Vorik dotaknuo B'Elannino lice čime je inicirao telepatsku vezu između njih, pa sada i Torres osjeća i proživljava pon farr. Vorik je gotovo lud od želje da se pari s B'Elannom, no primoran je ostati na Voyageru gdje mu Doktor pokušava pomoći programirajući u holodecku Vulkansku ženu.
Na planetu, Paris, Tuvok i Chakotay objasne Torres što se događa i dok ju oni pokušavaju nagovoriti da se vrati na brod, skupina podzemnih ljudi ih okruži i otmu Tuvoka i Chakotaya čime Paris i B'Elanna ostaju potpuno sami. Dok tragaju za dvojicom nestalih, Torres zavodi Parisa, no on ju ne želi iskoristiti u takvome stanju.
Chakotay i Tuvok uvjere svoje otmičare, Sakarije, da dolaze u miru. Sakariji objašnjavaju da su se morali preseliti ispod zemlje nakon što su njihove pretke napali nepoznati osvajači. Chakotay im ponudi pomoć u obrani od budućih napada u zamjenu za galicit. Torres i dalje pokušava zavesti Parisa, no on ju ponovo džentlemenski odbija; uskoro ih pronalaze Tuvok i Chakotay.
Odjednom, dolazi i Vorik koji se više ne može oduprijeti svojim instinktima i izaziva Parisa na dvoboj za B'Elannu, no Torres se sama počinje boriti s njim u ritualnoj borbi u kojoj svladava Vorika. Vruća krv je pročišćena i tim se vraća na brod, no prije toga Chakotay pronalazi tragove osvajača koji su napadali Sakarije: Borg radilice.

## Pozadinske informacije
- Jeri Taylor, izvršni producent, navodi kako ova epizoda opisuje dugo očekivanu temu, no epizoda se dugo pisala, jer su autori željeli nadmašiti očekivanja.[1]
- Robert Duncan McNeill, glumac koji glumi Toma Parisa izjavio je kako je epizoda originalno smišljena na način da B'Elanna prolazi kroz pon farr, i da je s njom u špiljama Tuvok, koji joj pomaže nositi se s iskustvom. U Zadnji tren, dan prije početka snimanja, Tom Paris preuzima Tuvokovu ulogu.[2]
- Ovo je prvi prikaz Borga u Zvjezdanim stazama: Voyager
- Vorik u epizodi navodi kako na Voyageru služe sedamdeset tri muška člana posade (ne uključujući Doktora)
- Vorikovo zanimanje za Torres daje se naslutiti u epozodi "Alter Ego", u kojoj Vorik rezervira stol na holodeku za sebe i Torres

## Glumačka postava
- Kate Mulgrew kao kapetanica Kathryn Janeway

- Robert Beltran kao zapovjednik Chakotay
- Roxann Biggs-Dawson kao poručnica B'Elanna Torres
- Jennifer Lien kao Kes
- Robert Duncan McNeill kao poručnik Tom Paris
- Ethan Phillips kao Neelix
- Robert Picardo kao Doctor
- Tim Russ kao poručnik Tuvok
- Garrett Wang kao zastavnik Harry Kim

### Gostujuće uloge
- Alexander Enberg kao zastavnik Vorik
- Bruce Bohne kao Ishan

- Deborah Levin kao zastavnica Lang

### Kaskaderi
- George Colucci - kaskader za Ethana Phillipsa (Neelix)
- Phil Culotta - kaskader za Alexandera Enberga (Vorik)
- Jim Hart - kaskader za Roberta Duncana McNeilla (Tom Paris)
- Leslie Hoffman - kaskaderka za Roxann Dawson (B'Elanna Torres)

## Vanjske poveznice
- Krvna groznica na startrek.com